# バタービーン
エリック・"バタービーン"・エッシュ（Eric "Butterbean" Esch、1966年8月3日 - ）は、アメリカ合衆国のプロボクサー、総合格闘家、キックボクサー。ミシガン州ベイシティ出身。アメリカン・トップチーム、チーム・バタービーン所属。
アメリカでプロボクサーとして活躍し、その後日本のK-1に参戦。キックボクシングや総合格闘技の試合にも出場している。
およそプロの格闘家とは思えない太った体型をしているが、ボクサー時代は一度もKO負けを喫したことがないという。そのポッチャリとした体型と分かりやすいファイトスタイルから、アメリカでは非常に人気がある。
こなしたボクシングの試合の大半が4回戦であることから、「史上最強の4回戦ボーイ」（King of 4 rounders）という異名を持つ。なお、彼が獲得したボクシングのタイトルは、全てマイナー団体と呼ばれる系統の団体の王座であり、タイトルとしての認知度や価値は低い。

## 来歴

### ボクサー時代
1994年にプロボクシングに転向するまでは、タフマンコンテストというミシガン州のローカルなアマチュアボクシングの大会に出場していた。この大会が認定する世界ヘビー級王座に5度ついた。
プロデビュー後は対戦相手のほとんどが弱小選手ばかりだったこともあり、連勝を続けランクを上げると、1997年4月12日にIBA世界スーパーヘビー級王者決定戦（3分4R）に出場。エド・ホワイトを2RTKOで下し、王座を獲得した。なお、このエド・ホワイトとは2006年9月23日に再戦しており、この時もバタービーンが1RTKOで勝利している。
プロレス団体WWF（後のWWE）の主催するPPV『In Your House 19』で、アマチュアボクシングのゴールデングローブで優勝経験のあるプロレスラー、マーク・メロとショースタイルのボクシング試合を行った。また、2年後の1999年3月28日には『Wrestlemania XV』では、バート・ガンとのボクシング試合（ブロウル・フォー・オール・マッチ）を行い、1R0:30KO勝ちを収めた。
同年6月26日、マイク・タイソンやマイク・ベルナルドなどと試合経験があるピーター・マクニーリーと対戦し、1RTKOで下した。2002年7月27日には、元IBF&WBC世界ヘビー級王者のラリー・ホームズの引退試合の対戦相手を務める。10Rにホームズをダウン（ただしスリップ気味）させる健闘を見せたが、大差で判定負けした。
2005年10月15日、NABC世界スーパーヘビー級王者決定戦に出場。ジョージ・リンバーガーに4R判定1-2で負け、王座獲得はならなかった。

### K-1出場
2003年6月29日、『K-1 BEAST II 2003』で、藤本祐介と対戦。左フックでKO勝ちしデビュー戦を飾った。しかし、続く同年9月21日のマイク・ベルナルド戦ではローキックで脚を徹底的に狙われ、脚に意識が集中したところで右ハイキックをもらい、2RKO負けした。
2004年3月14日の天田ヒロミ戦、同年6月26日のモンターニャ・シウバ戦ともに0-3の判定負けし、翌2005年7月29日のマーカス"XL"ロイスター戦で3-0の判定勝ちを収めた。
2008年8月9日、K-1 WORLD GP 2008 IN HAWAIIの1回戦でウェズリー"キャベージ"コレイラと対戦し、2RKO負け。

### 総合格闘技
2003年12月31日に、K-1 PREMIUM 2003 Dynamite!!で須藤元気と初挑戦となる総合格闘技ルールで対戦し、2ラウンドにヒールホールドで一本負け。この試合を境にアメリカのローカルな総合格闘技の試合に出場し始め、6連勝した。
2006年8月26日、PRIDE 武士道 -其の十二-でPRIDE初参戦。美濃輪育久と対戦し、腕ひしぎ十字固めで一本負け。10月21日のPRIDE.32ではショーン・オヘアにTKO勝ち。
2006年12月9日、Cage Rageに初参戦となったCage Rage 19でロブ・ブロートンのパウンドによりタップアウト負けを喫した。2007年2月10日、Cage Rage 20ではジェームス・トンプソンに43秒でKO勝ち。
2007年4月8日、PRIDE.34でズールと対戦し、V1アームロックで一本勝ち。7月14日、Cage Rage 22のメインイベントで英国ヘビー級王者のテンギズ・テドラゼとノンタイトル戦で対戦するも、TKOで敗れた。
2010年9月18日、KSW 14のメインイベントでマリウス・プッツナウスキーと対戦し、パウンドによるギブアップ負けを喫した。

## 戦績

### 総合格闘技
| 総合格闘技 戦績 | 総合格闘技 戦績 | 総合格闘技 戦績 | 総合格闘技 戦績 | 総合格闘技 戦績 | 総合格闘技 戦績 | 総合格闘技 戦績 |
| --------------- | --------------- | --------------- | --------------- | --------------- | --------------- | --------------- |
| 21 試合         | (T)KO           | 一本            | 判定            | その他          | 引き分け        | 無効試合        |
| 12 勝           | 5               | 7               | 0               | 0               | 1               | 0               |
| 8 敗            | 7               | 1               | 0               | 0               | 1               | 0               |

| 勝敗 | 対戦相手                       | 試合結果                          | 大会名                                                               | 開催年月日     |
| ×    | マリウス・プッツナウスキー     | 1R 1:16 ギブアップ（パウンド）    | KSW 14: Judgment Day                                                 | 2010年9月18日  |
| ×    | ジェフリー・クーゲル           | 1R 0:40 ギブアップ（パウンド）    | XCC 46: Beatdown at the Ballroom 9 【XCCスーパーヘビー級王座決定戦】 | 2010年3月6日   |
| ○    | クリス・クルート               | 1R 1:38 チョークスリーパー        | Moosin: God of Martial Arts                                          | 2009年12月11日 |
| ○    | ジェファーソン・フック         | 1R TKO（パンチ）                  | Lockdown in Lowell                                                   | 2009年6月26日  |
| ×    | パトリック・スミス             | 1R 3:17 ギブアップ（パウンド）    | Yamma Pit Fighting 1                                                 | 2008年4月11日  |
| ×    | ニック・ペナー                 | 1R 2:28 ギブアップ                | TFC 1: First Blood                                                   | 2007年12月28日 |
| ×    | テンギズ・テドラゼ             | 1R 4:26 TKO（パウンド）           | Cage Rage 22: Hard As Hell                                           | 2007年7月14日  |
| ○    | ズール                         | 1R 2:35 V1アームロック            | PRIDE.34                                                             | 2007年4月8日   |
| ○    | ジェームス・トンプソン         | 1R 0:43 KO（右フック）            | Cage Rage 20: Born 2 Fight                                           | 2007年2月10日  |
| ○    | チャールズ・ホッジス           | 1R 0:45 KO（右パンチ）            | PFC 1: King of the Ring                                              | 2007年1月18日  |
| ×    | ロブ・ブロートン               | 1R 3:43 ギブアップ（パウンド）    | Cage Rage 19: Fearless                                               | 2006年12月9日  |
| ○    | ショーン・オヘア               | 1R 0:29 TKO（スタンドパンチ連打） | PRIDE.32 "THE REAL DEAL"                                             | 2006年10月21日 |
| ×    | 美濃輪育久                     | 1R 4:25 腕ひしぎ十字固め          | PRIDE 武士道 -其の十二-                                              | 2006年8月26日  |
| ○    | リッチ・ウィークス             | 1R 1:29 絞め                      | Fightfest 5: Korea vs. USA                                           | 2006年7月15日  |
| ○    | マット・エッカール             | 1R 0:56 ギブアップ                | Fightfest 4                                                          | 2006年5月20日  |
| ○    | アーロン・アギレラ             | 2R 1:15 絞め                      | Rumble on the Rock 9                                                 | 2006年4月21日  |
| ○    | レオ・シルヴェスト             | 1R 絞め                           | Fightfest 2: Global Domination                                       | 2006年4月14日  |
| ○    | ウェズリー"キャベージ"コレイラ | 2R終了時 TKO（ドクターストップ）  | Rumble on the Rock 8                                                 | 2006年1月20日  |
| ○    | ウォーリー・キーンブーム       | 1R 2:37 ギブアップ                | Fightfest 1: Royce Gracie Fightfest                                  | 2005年12月9日  |
| △    | ミハイル・ブコビッチ           | 5分2R終了 ドロー                  | KOTC 48: Payback                                                     | 2005年2月25日  |
| ×    | 須藤元気                       | 2R 0:41 ヒールホールド            | K-1 PREMIUM 2003 Dynamite!!                                          | 2003年12月31日 |

### プロキックボクシング
| キックボクシング 戦績 | キックボクシング 戦績 | キックボクシング 戦績 | キックボクシング 戦績 | キックボクシング 戦績 | キックボクシング 戦績 | キックボクシング 戦績 |
| --------------------- | --------------------- | --------------------- | --------------------- | --------------------- | --------------------- | --------------------- |
| 6 試合                | (T)KO                 | 判定                  | その他                | 引き分け              | 無効試合              |                       |
| 2 勝                  | 1                     | 1                     | 0                     | 0                     | 0                     |                       |
| 4 敗                  | 2                     | 2                     | 0                     | 0                     | 0                     |                       |

| 勝敗 | 対戦相手                       | 試合結果                   | 大会名                                       | 開催年月日    |
| ×    | ウェズリー"キャベージ"コレイラ | 2R 0:53 KO（左ハイキック） | K-1 WORLD GP 2008 IN HAWAII 【USA GP 1回戦】 | 2008年8月9日  |
| ○    | マーカス・"XL"・ロイスター     | 3R終了 判定3-0             | K-1 WORLD GP 2005 in HAWAII                  | 2005年7月29日 |
| ×    | モンターニャ・シウバ           | 3R終了 判定0-3             | K-1 BEAST 2004 in 静岡                       | 2004年6月26日 |
| ×    | 天田ヒロミ                     | 3R終了 判定0-3             | K-1 BEAST 2004 〜新潟初上陸〜                | 2004年3月14日 |
| ×    | マイク・ベルナルド             | 2R 1:01 KO（右ハイキック） | K-1 SURVIVAL 2003                            | 2003年9月21日 |
| ○    | 藤本祐介                       | 1R 1:02 KO（左フック）     | K-1 BEAST II 2003                            | 2003年6月29日 |

### ボクシング
- アマチュアボクシング: 61戦 56勝 36KO 5敗
- プロボクシング: 89戦 77勝 8敗 58KO 4分

## 獲得タイトル
- プロボクシング
  - IBA世界スーパーヘビー級王座（5度防衛）
  - WAA世界ヘビー級王座（0度防衛）

- 総合格闘技
  - Elite-1スーパーヘビー級王座（2011年）